# Głęboczyca
Głęboczyca [pronunciación en polaco: /ɡwɛmbɔˈt͡ʂɨt͡sa/] es un pueblo en el distrito administrativo de Gmina Dobre, dentro del Condado de Mińsk, Voivodato de Mazovia, en el este de Polonia central. Se encuentra aproximadamente a 4 kilómetros al noroeste de Dobre, a 20 kilómetros al norte de Mińsk Mazowiecki, y a 47 kilómetros al este de Varsovia.